# Shekulli
Shekulli è un quotidiano nazionale albanese edito dalla società Sh.A. Spekter, che pubblica anche il settimanale Spekter e il quotidiano sportivo Sporti Shqiptar, dell'editore Koço Kokëdhima. Ha iniziato le sue pubblicazioni nel 1999. Diffuso su tutto il territorio nazionale albanese, è attualmente il primo quotidiano del paese per numero di copie vendute (nel 2002 erano distribuite 22 167 al giorno). Il giornale, indipendente e di centro sinistra, ha per esempio accusato il Primo ministro Sali Berisha di aver usato i servizi segreti contro i media non allineati; sempre negli anni duemila ha espresso posizioni a favore della guerra in Iraq.